# Список астероїдів (4701—4800)
| Назва                                 | Тимчасове позначення | Дата відкриття    | Місце відкриття                               | Відкривач                                              |
| ------------------------------------- | -------------------- | ----------------- | --------------------------------------------- | ------------------------------------------------------ |
| 4701 Мілані (Milani)                  | 1986 VW6             | 6 листопада 1986  | Станція Андерсон-Меса                         | Едвард Бовелл                                          |
| 4702 Берунка (Berounka)               | 1987 HW              | 23 квітня 1987    | Обсерваторія Клеть                            | Антонін Мркос                                          |
| 4703 Кагосіма (Kagoshima)             | 1988 BL              | 16 січня 1988     | Каґошіма                                      | Масару Мукаї, Масанорі Такеїші                         |
| 4704 Шіна (Sheena)                    | 1988 BE5             | 28 січня 1988     | Обсерваторія Сайдинг-Спрінг                   | Роберт Макнот                                          |
| 4705 Секкі (Secchi)                   | 1988 CK              | 13 лютого 1988    | Обсерваторія Сан-Вітторе                      | Обсерваторія Сан-Вітторе                               |
| 4706 Деннісройтер (Dennisreuter)      | 1988 DR              | 16 лютого 1988    | Обсерваторія Вайну-Баппу                      | Р. Раджамоган                                          |
| 4707 Khryses                          | 1988 PY              | 13 серпня 1988    | Паломарська обсерваторія                      | Керолін Шумейкер                                       |
| 4708 Polydoros                        | 1988 RT              | 11 вересня 1988   | Паломарська обсерваторія                      | Керолін Шумейкер                                       |
| 4709 Ennomos                          | 1988 TU2             | 12 жовтня 1988    | Паломарська обсерваторія                      | Керолін Шумейкер                                       |
| 4710 Вейд (Wade)                      | 1989 AX2             | 4 січня 1989      | Обсерваторія Сайдинг-Спрінг                   | Роберт Макнот                                          |
| 4711 Кеті (Kathy)                     | 1989 KD              | 31 травня 1989    | Паломарська обсерваторія                      | Генрі Гольт                                            |
| 4712 Іваізумі (Iwaizumi)              | 1989 QE              | 25 серпня 1989    | Обсерваторія Кітамі                           | Кін Ендате, Кадзуро Ватанабе                           |
| 4713 Стіл (Steel)                     | 1989 QL              | 26 серпня 1989    | Обсерваторія Сайдинг-Спрінг                   | Роберт Макнот                                          |
| 4714 Тойохіро (Toyohiro)              | 1989 SH              | 29 вересня 1989   | Обсерваторія Кітамі                           | Тецуя Фудзі, Кадзуро Ватанабе                          |
| (4715) 1989 TS1                       | 1989 TS1             | 9 жовтня 1989     | Обсерваторія Ґекко                            | Йошіакі Ошіма                                          |
| 4716 Юрі (Urey)                       | 1989 UL5             | 30 жовтня 1989    | Обсерваторія Серро Тололо                     | Ш. Дж. Бас                                             |
| 4717 Канеко (Kaneko)                  | 1989 WX              | 20 листопада 1989 | Обсерваторія Кані                             | Йосікане Мідзуно, Тошімата Фурута                      |
| 4718 Аракі (Araki)                    | 1990 VP3             | 13 листопада 1990 | Обсерваторія Кітамі                           | Тецуя Фудзі, Кадзуро Ватанабе                          |
| 4719 Бернабі (Burnaby)                | 1990 WT2             | 21 листопада 1990 | Обсерваторія Кушіро                           | Сейджі Уеда, Хіроші Канеда                             |
| 4720 Тотторі (Tottori)                | 1990 YG              | 19 грудня 1990    | Обсерваторія Кушіро                           | Сейджі Уеда, Хіроші Канеда                             |
| 4721 Атагуальпа (Atahualpa)           | 4239 T-2             | 29 вересня 1973   | Паломарська обсерваторія                      | К. Й. ван Гаутен, І. ван Гаутен-Ґроневельд, Т. Герельс |
| 4722 Agelaos                          | 4271 T-3             | 16 жовтня 1977    | Паломарська обсерваторія                      | К. Й. ван Гаутен, І. ван Гаутен-Ґроневельд, Т. Герельс |
| 4723 Вольфгангматтіґ (Wolfgangmattig) | 1937 TB              | 11 жовтня 1937    | Обсерваторія Гейдельберг-Кеніґштуль           | К. В. Райнмут                                          |
| 4724 Брокен (Brocken)                 | 1961 BC              | 18 січня 1961     | Обсерваторія Карла Шварцшильда                | Куно Гоффмайстер, Й. Шубарт                            |
| 4725 Мілон (Milone)                   | 1975 YE              | 31 грудня 1975    | Астрономічний комплекс Ель-Леонсіто           | Обсерваторія Фелікса Аґілара                           |
| 4726 Федерер (Federer)                | 1976 SV10            | 25 вересня 1976   | Гарвардська обсерваторія                      | Гарвардська обсерваторія                               |
| 4727 Равель (Ravel)                   | 1979 UD1             | 24 жовтня 1979    | Обсерваторія Карла Шварцшильда                | Ф. Бернґен                                             |
| 4728 Ляпідевський (Lyapidevskij)      | 1979 VG              | 11 листопада 1979 | КрАО                                          | Черних Микола Степанович                               |
| 4729 Міхаілміль (Mikhailmilʹ)         | 1980 RO2             | 8 вересня 1980    | КрАО                                          | Журавльова Людмила Василівна                           |
| 4730 Сінмінчжоу (Xingmingzhou)        | 1980 XZ              | 7 грудня 1980     | Обсерваторія Цзицзіньшань                     | Обсерваторія Червона Гора                              |
| 4731 Монікагреді (Monicagrady)        | 1981 EE9             | 1 березня 1981    | Обсерваторія Сайдинг-Спрінг                   | Ш. Дж. Бас                                             |
| 4732 Фрешле (Froeschle)               | 1981 JG              | 3 травня 1981     | Станція Андерсон-Меса                         | Едвард Бовелл                                          |
| 4733 ОРО (ORO)                        | 1982 HB2             | 19 квітня 1982    | Гарвардська обсерваторія                      | Обсерваторія Ок-Ридж                                   |
| 4734 Рамо (Rameau)                    | 1982 UQ3             | 19 жовтня 1982    | Обсерваторія Карла Шварцшильда                | Ф. Бернґен                                             |
| 4735 Ґері (Gary)                      | 1983 AN              | 9 січня 1983      | Станція Андерсон-Меса                         | Едвард Бовелл                                          |
| 4736 Джонвуд (Johnwood)               | 1983 AF2             | 13 січня 1983     | Паломарська обсерваторія                      | Керолін Шумейкер                                       |
| 4737 Кіладзе (Kiladze)                | 1985 QO6             | 24 серпня 1985    | КрАО                                          | Черних Микола Степанович                               |
| (4738) 1985 RZ4                       | 1985 RZ4             | 15 вересня 1985   | Паломарська обсерваторія                      | Девід Ґолдштайн                                        |
| 4739 Томаренс (Tomahrens)             | 1985 TH1             | 15 жовтня 1985    | Станція Андерсон-Меса                         | Едвард Бовелл                                          |
| 4740 Веніаміна (Veniamina)            | 1985 UV4             | 22 жовтня 1985    | КрАО                                          | Журавльова Людмила Василівна                           |
| 4741 Лєсков (Leskov)                  | 1985 VP3             | 10 листопада 1985 | КрАО                                          | Карачкіна Людмила Георгіївна                           |
| 4742 Каліюмі (Caliumi)                | 1986 WG              | 26 листопада 1986 | Обсерваторія Сан-Вітторе                      | Обсерваторія Сан-Вітторе                               |
| 4743 Кікуті (Kikuchi)                 | 1988 DA              | 16 лютого 1988    | Обсерваторія Кітамі                           | Тецуя Фудзі, Кадзуро Ватанабе                          |
| 4744 Роверето                         | 1988 RF5             | 2 вересня 1988    | Обсерваторія Ла-Сілья                         | Анрі Дебеонь                                           |
| 4745 Ненсімарі (Nancymarie)           | 1989 NG1             | 9 липня 1989      | Паломарська обсерваторія                      | Генрі Гольт                                            |
| 4746 Дуа (Doi)                        | 1989 TP1             | 9 жовтня 1989     | Обсерваторія Кітамі                           | Ацусі Такагасі, Кадзуро Ватанабе                       |
| 4747 Дзюдзьо (Jujo)                   | 1989 WB              | 19 листопада 1989 | Обсерваторія Кушіро                           | Сейджі Уеда, Хіроші Канеда                             |
| 4748 Токіваґодзен (Tokiwagozen)       | 1989 WV              | 20 листопада 1989 | Тойота                                        | Кендзо Судзукі, Такеші Урата                           |
| (4749) 1989 WE1                       | 1989 WE1             | 22 листопада 1989 | Обсерваторія Уенохара                         | Нобухіро Кавасато                                      |
| 4750 Мукаі (Mukai)                    | 1990 XC1             | 15 грудня 1990    | Обсерваторія Кітамі                           | Тецуя Фудзі, Кадзуро Ватанабе                          |
| 4751 Алісаманнінг (Alicemanning)      | 1991 BG              | 17 січня 1991     | Стейкенбрідж                                  | Браян Маннінґ                                          |
| 4752 Мирон (Myron)                    | 1309 T-2             | 29 вересня 1973   | Паломарська обсерваторія                      | К. Й. ван Гаутен, І. ван Гаутен-Ґроневельд, Т. Герельс |
| 4753 Фідій (Phidias)                  | 4059 T-3             | 16 жовтня 1977    | Паломарська обсерваторія                      | К. Й. ван Гаутен, І. ван Гаутен-Ґроневельд, Т. Герельс |
| 4754 Panthoos                         | 5010 T-3             | 16 жовтня 1977    | Паломарська обсерваторія                      | К. Й. ван Гаутен, І. ван Гаутен-Ґроневельд, Т. Герельс |
| 4755 Нікі (Nicky)                     | 1931 TE4             | 6 жовтня 1931     | Ловеллівська обсерваторія                     | Клайд Томбо                                            |
| 4756 Асарамас (Asaramas)              | 1950 HJ              | 21 квітня 1950    | Обсерваторія Ла-Плата                         | Обсерваторія Ла-Плата                                  |
| 4757 Лізелотте (Liselotte)            | 1973 ST              | 19 вересня 1973   | Паломарська обсерваторія                      | К. Й. ван Гаутен, І. ван Гаутен-Ґроневельд, Т. Герельс |
| 4758 Ермітаж (Hermitage)              | 1978 SN4             | 27 вересня 1978   | КрАО                                          | Черних Людмила Іванівна                                |
| 4759 Оретта (Aretta)                  | 1978 VG10            | 7 листопада 1978  | Паломарська обсерваторія                      | Е. Гелін, Ш. Дж. Бас                                   |
| 4760 Цзя-сян (Jia-xiang)              | 1981 GN1             | 1 квітня 1981     | Гарвардська обсерваторія                      | Гарвардська обсерваторія                               |
| 4761 Уррутіа (Urrutia)                | 1981 QC              | 27 серпня 1981    | Обсерваторія Ла-Сілья                         | Ганс-Еміль Шустер                                      |
| 4762 Добриня (Dobrynya)               | 1982 SC6             | 16 вересня 1982   | КрАО                                          | Черних Людмила Іванівна                                |
| 4763 Райд (Ride)                      | 1983 BM              | 22 січня 1983     | Станція Андерсон-Меса                         | Едвард Бовелл                                          |
| 4764 Джоунберхарт (Joneberhart)       | 1983 CC              | 11 лютого 1983    | Станція Андерсон-Меса                         | Едвард Бовелл                                          |
| 4765 Васенбурґ (Wasserburg)           | 1986 JN1             | 5 травня 1986     | Паломарська обсерваторія                      | Керолін Шумейкер                                       |
| 4766 Малін (Malin)                    | 1987 FF1             | 28 березня 1987   | Паломарська обсерваторія                      | Е. Гелін                                               |
| 4767 Сутоку (Sutoku)                  | 1987 GC              | 4 квітня 1987     | Обсерваторія Одзіма                           | Тсунео Ніїдзіма, Такеші Урата                          |
| 4768 Гартлі (Hartley)                 | 1988 PH1             | 11 серпня 1988    | Обсерваторія Сайдинг-Спрінг                   | Ендрю Ноймер                                           |
| 4769 Касталія (Castalia)              | 1989 PB              | 9 серпня 1989     | Паломарська обсерваторія                      | Елеанор Ф. Хелін                                       |
| 4770 Лейн (Lane)                      | 1989 PC              | 9 серпня 1989     | Паломарська обсерваторія                      | Е. Гелін                                               |
| 4771 Хаясі (Hayashi)                  | 1989 RM2             | 7 вересня 1989    | Обсерваторія Кітамі                           | Масаюкі Янаї, Кадзуро Ватанабе                         |
| (4772) 1989 VM                        | 1989 VM              | 2 листопада 1989  | Окутама                                       | Цуному Хіокі, Нобухіро Кавасато                        |
| 4773 Хаякава (Hayakawa)               | 1989 WF              | 17 листопада 1989 | Обсерваторія Кітамі                           | Кін Ендате, Кадзуро Ватанабе                           |
| 4774 Хобетсу (Hobetsu)                | 1991 CV1             | 14 лютого 1991    | Обсерваторія Кушіро                           | Сейджі Уеда, Хіроші Канеда                             |
| 4775 Hansen                           | 1927 TC              | 3 жовтня 1927     | Обсерваторія Гейдельберг-Кеніґштуль           | Макс Вольф                                             |
| 4776 Луї (Luyi)                       | 1975 VD              | 3 листопада 1975  | Гарвардська обсерваторія                      | Гарвардська обсерваторія                               |
| 4777 Аксьонов (Aksenov)               | 1976 SM2             | 24 вересня 1976   | КрАО                                          | Черних Микола Степанович                               |
| 4778 Фусс (Fuss)                      | 1978 TV8             | 9 жовтня 1978     | КрАО                                          | Журавльова Людмила Василівна                           |
| 4779 Вітлі (Whitley)                  | 1978 XQ              | 6 грудня 1978     | Паломарська обсерваторія                      | Едвард Бовелл, Арчибальд Варнок                        |
| 4780 Поліна (Polina)                  | 1979 HE5             | 25 квітня 1979    | КрАО                                          | Черних Микола Степанович                               |
| 4781 Сладковіч (Sladkovic)            | 1980 TP              | 3 жовтня 1980     | Обсерваторія Клеть                            | Зденька Ваврова                                        |
| 4782 Жемблу (Gembloux)                | 1980 TH3             | 14 жовтня 1980    | Обсерваторія Верхнього Провансу               | Анрі Дебеонь, Лео Узіо                                 |
| 4783 Восон (Wasson)                   | 1983 AH1             | 12 січня 1983     | Паломарська обсерваторія                      | Керолін Шумейкер                                       |
| (4784) 1984 DF1                       | 1984 DF1             | 28 лютого 1984    | Обсерваторія Ла-Сілья                         | Анрі Дебеонь                                           |
| 4785 Петров (Petrov)                  | 1984 YH1             | 17 грудня 1984    | КрАО                                          | Карачкіна Людмила Георгіївна                           |
| 4786 Татьяніна (Tatianina)            | 1985 PE2             | 13 серпня 1985    | КрАО                                          | Черних Микола Степанович                               |
| 4787 Шульженко (Shulʹzhenko)          | 1986 RC7             | 6 вересня 1986    | КрАО                                          | Журавльова Людмила Василівна                           |
| 4788 Сімпсон (Simpson)                | 1986 TL1             | 4 жовтня 1986     | Станція Андерсон-Меса                         | Едвард Бовелл                                          |
| 4789 Спраттія (Sprattia)              | 1987 UU2             | 20 жовтня 1987    | Обсерваторія Кліменгаґа університету Вікторії | Девід Белем                                            |
| 4790 Петрправец (Petrpravec)          | 1988 PP              | 9 серпня 1988     | Паломарська обсерваторія                      | Е. Гелін                                               |
| 4791 Iphidamas                        | 1988 PB1             | 14 серпня 1988    | Паломарська обсерваторія                      | Керолін Шумейкер                                       |
| 4792 Lykaon                           | 1988 RK1             | 10 вересня 1988   | Паломарська обсерваторія                      | Керолін Шумейкер                                       |
| (4793) 1988 RR4                       | 1988 RR4             | 1 вересня 1988    | Обсерваторія Ла-Сілья                         | Анрі Дебеонь                                           |
| 4794 Боґард (Bogard)                  | 1988 SO2             | 16 вересня 1988   | Обсерваторія Серро Тололо                     | Ш. Дж. Бас                                             |
| 4795 Кіхара (Kihara)                  | 1989 CB1             | 7 лютого 1989     | Обсерваторія Кітамі                           | Ацусі Такагасі, Кадзуро Ватанабе                       |
| 4796 Льюїс (Lewis)                    | 1989 LU              | 3 червня 1989     | Паломарська обсерваторія                      | Е. Гелін                                               |
| 4797 Ако (Ako)                        | 1989 SJ              | 30 вересня 1989   | Обсерваторія Мінамі-Ода                       | Тосіро Номура, Койо Каванісі                           |
| 4798 Меркатор (Mercator)              | 1989 SU1             | 26 вересня 1989   | Обсерваторія Ла-Сілья                         | Ерік Вальтер Ельст                                     |
| 4799 Хірасава (Hirasawa)              | 1989 TC1             | 8 жовтня 1989     | Обсерваторія Кані                             | Йосікане Мідзуно, Тошімата Фурута                      |
| 4800 Вевері                           | 1989 TG17            | 9 жовтня 1989     | Обсерваторія Ла-Сілья                         | Анрі Дебеонь                                           |

| Астероїди 1—10000 → |           |           |           |           |           |           |           |           |            |
| 1—100               | 1001—1100 | 2001—2100 | 3001—3100 | 4001—4100 | 5001—5100 | 6001—6100 | 7001—7100 | 8001—8100 | 9001—9100  |
| 101—200             | 1101—1200 | 2101—2200 | 3101—3200 | 4101—4200 | 5101—5200 | 6101—6200 | 7101—7200 | 8101—8200 | 9101—9200  |
| 201—300             | 1201—1300 | 2201—2300 | 3201—3300 | 4201—4300 | 5201—5300 | 6201—6300 | 7201—7300 | 8201—8300 | 9201—9300  |
| 301—400             | 1301—1400 | 2301—2400 | 3301—3400 | 4301—4400 | 5301—5400 | 6301—6400 | 7301—7400 | 8301—8400 | 9301—9400  |
| 401—500             | 1401—1500 | 2401—2500 | 3401—3500 | 4401—4500 | 5401—5500 | 6401—6500 | 7401—7500 | 8401—8500 | 9401—9500  |
| 501—600             | 1501—1600 | 2501—2600 | 3501—3600 | 4501—4600 | 5501—5600 | 6501—6600 | 7501—7600 | 8501—8600 | 9501—9600  |
| 601—700             | 1601—1700 | 2601—2700 | 3601—3700 | 4601—4700 | 5601—5700 | 6601—6700 | 7601—7700 | 8601—8700 | 9601—9700  |
| 701—800             | 1701—1800 | 2701—2800 | 3701—3800 | 4701—4800 | 5701—5800 | 6701—6800 | 7701—7800 | 8701—8800 | 9701—9800  |
| 801—900             | 1801—1900 | 2801—2900 | 3801—3900 | 4801—4900 | 5801—5900 | 6801—6900 | 7801—7900 | 8801—8900 | 9801—9900  |
| 901—1000            | 1901—2000 | 2901—3000 | 3901—4000 | 4901—5000 | 5901—6000 | 6901—7000 | 7901—8000 | 8901—9000 | 9901—10000 |